# نيفوليه

نيفوليه (1،547م) هو جبل يقع بالقرب من شامبيري في إقليم سافوا،فرنسا.